# Đỗ Thanh Bình
Đỗ Thanh Bình (sinh ngày 15 tháng 3 năm 1967) là một chính khách Việt Nam. Ông hiện là Ủy viên Ban Chấp hành Trung ương Đảng Cộng sản Việt Nam khóa XIII, Bí thư Thành ủy Cần Thơ nhiệm kỳ 2020-2025, nguyên là Chủ tịch UBND tỉnh Kiên Giang khóa IX nhiệm kỳ 2016-2021.

## Quê quán
Đỗ Thanh Bình sinh năm 1967, quê quán huyện Thới Bình, tỉnh Cà Mau. Ông Bình có Trình độ chính trị: Cử nhân, Trình độ chuyên môn: Thạc sĩ kinh tế.

## Sự nghiệp
Đỗ Thanh Bình từng giữ các chức vụ Chủ tịch UBND huyện, Bí thư Huyện ủy Huyện Vĩnh Thuận (Kiên Giang), rồi làm Phó Trưởng ban, Trưởng Ban tổ chức Tỉnh ủy Kiên Giang.
Từ tháng 6/2018, ông được bầu làm Phó Chủ tịch UBND Kiên Giang.
Ngày 7/07/2020. Tại kỳ họp chuyên đề năm 2020 để làm Công tác nhân sự chủ chốt của UBND tỉnh. Ông Đỗ Thanh Bình được bầu làm Chủ tịch UBND tỉnh Kiên Giang khoá IX, nhiệm kỳ 2016-2021 (thay ông Phạm Vũ Hồng nghỉ hưu).
Ngày 16/10/2020, tại Đại hội đại biểu Đảng bộ tỉnh Kiên Giang lần thứ XI, ông được bầu giữ chức Bí thư Tỉnh ủy khóa XI, nhiệm kỳ 2020-2025.
Ngày 30/1/2021, tại Đại hội đại biểu toàn quốc lần thứ XIII của Đảng, ông được bầu là Ủy viên Trung ương Đảng khóa XIII, nhiệm kỳ 2021-2026.
Ngày 17/1/2025, ông được Bộ Chính trị phân công giữ chức Bí thư Thành ủy Cần Thơ, nhiệm kỳ 2020-2025.